# Abaya (woreda)
Pour les articles homonymes, voir Abaya (homonymie).
Abaya est un woreda de la zone Ouest Guji de la région Oromia, en Éthiopie. Il reprend la partie nord de l'ancien woreda Gelana Abaya.
Rattaché à la zone Borena jusqu'à la création de la zone Ouest Guji, le woreda Abaya a 103 348 habitants en 2007.
En 2022, sa population est estimée à 147 573 personnes avec une densité de population de 122 personnes par km2 et 1 205 km2 de superficie.
Limitrophe des régions Éthiopie du Sud et Sidama, le woreda est bordé à l'ouest par le lac Abaya et à l'est par la zone Gedeo.
Son centre administratif s'appelle Gwanigwa ou Gwangwa. Il se trouve à près de 1 600 m d'altitude, à la limite de la zone Gedeo, à 8 km de Dila et à 28 km d'Irgachefe par la route principale d'Addis-Abeba à Nairobi ou route transafricaine 4.
Dans la partie sud de l'ancien woreda « Gelana Abaya », Tore est le centre administratif du woreda Gelana. Il se situe à une soixantaine de kilomètres au sud de Gwangwa sur une route secondaire.
Au recensement national de 2007, la majorité (63 %) des habitants du woreda Abaya sont protestants, 17 % sont de religions traditionnelles africaines, 12 % sont orthodoxes, 2 % sont catholiques et moins de 1 % sont musulmans.
Avec 4 570 habitants en 2007, Gwangwa est la seule localité urbaine du woreda.